# O villamos (Bécs)
A bécsi O jelzésű (nem nulla, hanem Ó)  villamos a város villamoshálózatának egy 8,96 km hosszú tagja. A régi Nordbahnhof területén felépült lakóparktól indul, majd Prater-en át peremjáratként Wien Mitte, Rennweg és a Főpályaudvar érintésével közlekedik Bécs középső és déli részén.

## Útvonala
| → Bruno-Marek-Allee | → Raxstraße/Rudolfshügelgasse |
| --- | --- |
| - Rudolfshügelgasse - Migerkastraße - Neilreichgasse - Troststraße - Laxenburger Straße - Wiedner Gürtel - Landstraßer Gürtel - Fasangasse - Ungargasse - Invalidenstraße - Hintere Zollamtsstraße - Radetzkystraße - Franzensbrücke - Franzensbrückenstraße - Praterstern - Nordbahnstraße - Am Tabor - Bruno-Marek-Allee | - Bruno-Marek-Allee - Am Tabor - Nordbahnstraße - Praterstern - Franzensbrückenstraße - Franzensbrücke - Hintere Zollamtsstraße - Invalidenstraße - Ungargasse - Fasangasse - Landstraßer Gürtel - Wiedner Gürtel - Laxenburger Straße - Troststraße - Neilreichgasse - Raxstraße - Rudolfshügelgasse |

## Története
Az első O villamos 1907 április 9-én indult, akkori útvonalán Favoriten kocsiszín és a Höchstädtplatz között.
A vonalat Pratersterntől 2020-ban meghosszabbították az újonnan beépíett Nordbahnhof-Viertelig, ahol a végállomása a Bruno-Marek-Allee lett.

## Járművek
A vonalon elsősorban csak ULF alacsony padlós villamosok közlekednek, közülük is az A altípus, de néha előfordulhat magas padlós E2-es motorkocsi C5-ös pótkocsikkal összekapcsolva. A járműkiadást Favoriten kocsiszín biztosítja.

## Megállóhelyei
| O (Raxstraße, Rudolfshügelgasse ◄► Bruno-Marek-Allee) | O (Raxstraße, Rudolfshügelgasse ◄► Bruno-Marek-Allee) | O (Raxstraße, Rudolfshügelgasse ◄► Bruno-Marek-Allee) | O (Raxstraße, Rudolfshügelgasse ◄► Bruno-Marek-Allee) | O (Raxstraße, Rudolfshügelgasse ◄► Bruno-Marek-Allee) |
| Perc (↓)                                              | Megállóhely                                           | Perc (↑)                                              | Átszállási kapcsolatok                                |                                                       |
| ----------------------------------------------------- | ----------------------------------------------------- | ----------------------------------------------------- | ----------------------------------------------------- | ----------------------------------------------------- |
| 0                                                     | Raxstraße, Rudolfshügelgasse végállomás               | 40                                                    | 11 15A                                                |                                                       |
| ∫                                                     | Raxstraße, Rudolfshügelgasse                          | 39                                                    | 11 15A                                                |                                                       |
| 1                                                     | Neilreichgasse                                        | 37                                                    | 11 65A                                                |                                                       |
| 3                                                     | Laxenburger Straße, Troststraße                       | 36                                                    | 11 65A, 66A                                           |                                                       |
| 4                                                     | Arthaberplatz                                         | 33                                                    | 11 7A                                                 |                                                       |
| 6                                                     | Quellenplatz                                          | 32                                                    | 6, 11                                                 |                                                       |
| 7                                                     | Laxenburger Straße, Gudrunstraße                      | 31                                                    | 14A                                                   |                                                       |
| 9                                                     | Columbusplatz                                         | 29                                                    |                                                       |                                                       |
| 10                                                    | Hauptbahnhof                                          | 27                                                    | S1 , S2 , S3 , S4 , S60 , S80 U1 18, D 13A, 69A       |                                                       |
| 13                                                    | Quartier Belvedere                                    | 25                                                    | S1 , S2 , S3 , S4 D, 18 13A                           |                                                       |
| 15                                                    | Fasangasse                                            | 23                                                    | 18                                                    |                                                       |
| 16                                                    | Kölblgasse                                            | 21                                                    |                                                       |                                                       |
| 18                                                    | Rennweg                                               | 19                                                    | S1 , S2 , S3 , S4 , S7 71 77A                         |                                                       |
| 19                                                    | Neulinggasse                                          | 17                                                    | 4A                                                    |                                                       |
| 20                                                    | Sechskrügelgasse                                      | 16                                                    |                                                       |                                                       |
| 23                                                    | Landstraße                                            | 15                                                    | U3 , U4 S1 , S2 , S3 , S4 , S7 74A                    |                                                       |
| 24                                                    | Marxergasse                                           | 13                                                    | CAT                                                   |                                                       |
| 26                                                    | Hintere Zollamtsstraße                                | 12                                                    | 1                                                     |                                                       |
| 27                                                    | Radetzkyplatz                                         | 10                                                    | 1                                                     |                                                       |
| 29                                                    | Franzensbrücke                                        | 8                                                     | 80A                                                   |                                                       |
| 31                                                    | Praterstern                                           | 7                                                     | U1 , U2 S1 , S2 , S3 , S4 , S7 5 5B, 80A, 82A         |                                                       |
| ∫                                                     | Mühlfeldgasse                                         | 5                                                     | 5                                                     |                                                       |
| 33                                                    | Nordbahnstraße                                        | 4                                                     | 5                                                     |                                                       |
| 35                                                    | Krakauerstraße                                        | 3                                                     |                                                       |                                                       |
| 36                                                    | Bruno-Marek-Allee végállomás                          | 0                                                     |                                                       |                                                       |